# Stegodyphus lineatus
Stegodyphus lineatus ist eine Art der Röhrenspinnen und lebt im südlichen Mittelmeerraum. Sie ist die einzige europäische Art ihrer Gattung.

## Merkmale
Die Weibchen werden 10–15 mm lang, während die Männchen nur 6–12 mm lang werden. Die Erscheinung ist plump, mit einem rundlichen und großen Hinterleib. Die Färbung ist meist weißgrau, jedoch sehr variabel und kann von fast weiß über gelbbraun bis ganz schwarz reichen. Auf dem Hinterleib befinden sich zwei schwarze Querbinden, die aber auch in Flecken aufgelöst sein können. Männchen und Weibchen sehen sich sehr ähnlich, aber das Männchen ist kontrastreicher gefärbt.

## Verbreitung
Die Art lebt im südlichen Mittelmeerraum, auf der Iberischen Halbinsel südlich von Barcelona, im südlichen Griechenland inklusive Kreta und östlich bis Tadschikistan. Dabei besiedelt sie auch Italien und Nordafrika.

## Lebensraum
Stegodyphus lineatus bewohnt Hochstaudenfluren der Steppengebiete. Sie finden sich oft in niedrigem Dornengestrüpp in sonnenexponierter Lage.

## Lebensweise und Fortpflanzung
Das Netz der cribellaten Spinne besteht aus Kräuselfäden, die auf die zehnfache Länge dehnbar sind. Dadurch fangen sie elastisch auch eine heftig anprallende Beute auf. Die Stegodyphus-Weibchen füttern die Jungen anfangs von Mund zu Mund.
Zur Fütterung würgt die Mutter zuerst Futter für die frisch geschlüpften Spinnchen aus und lässt sich später von ihrem eigenen Nachwuchs fressen. Somit zählt Stegodyphus lineatus zu den semelparen Spinnentieren.